# Callyna nigerrima
Callyna nigerrima är en fjärilsart som beskrevs av George Francis Hampson 1902. Callyna nigerrima ingår i släktet Callyna och familjen nattflyn. Inga underarter finns listade i Catalogue of Life.